# Conophorus macroglossus
Conophorus macroglossus är en tvåvingeart som först beskrevs av Dufour 1852.  Conophorus macroglossus ingår i släktet Conophorus och familjen svävflugor. Inga underarter finns listade i Catalogue of Life.